# Bezirk Podgórze

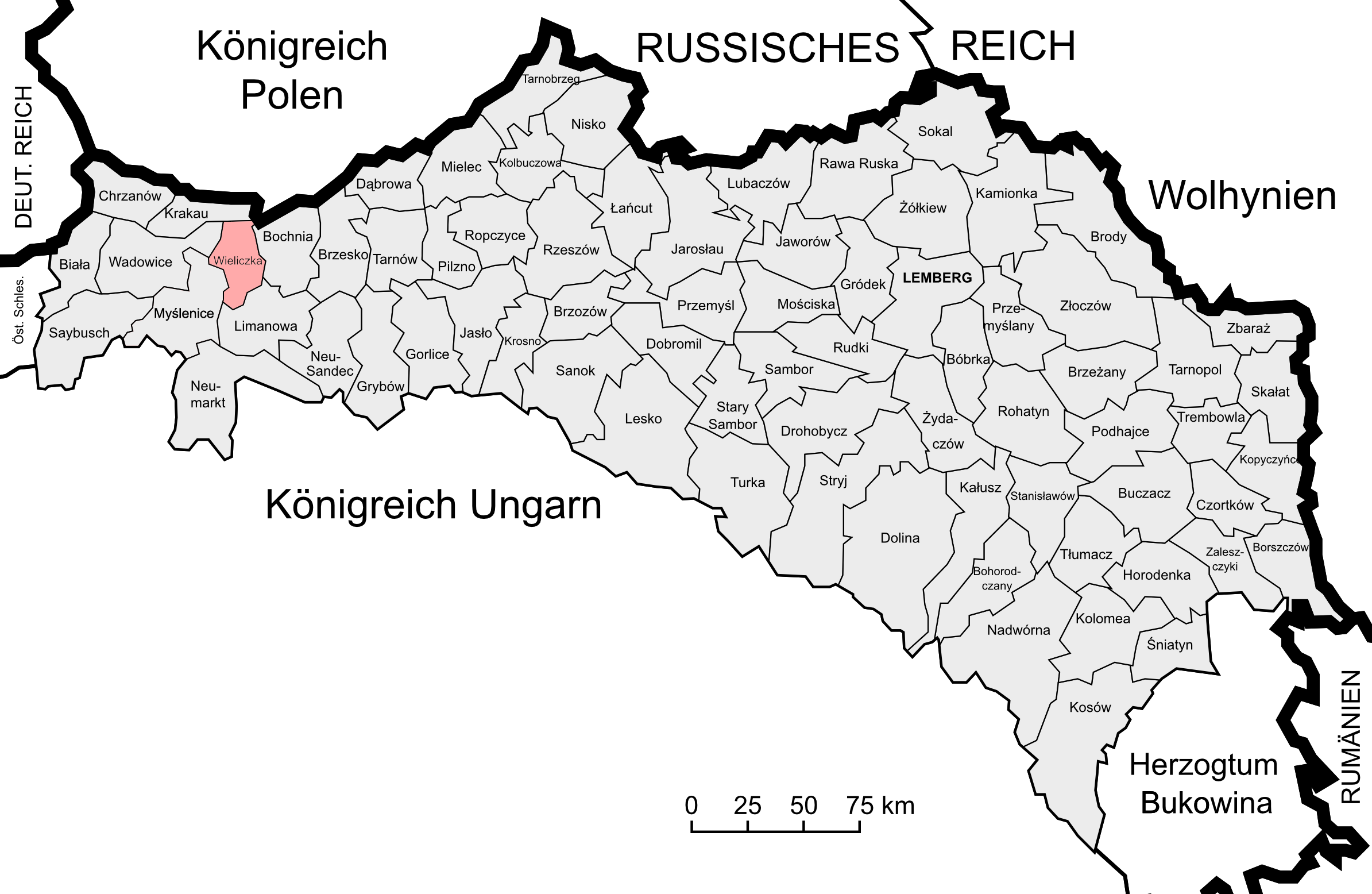
Lage des Bezirks Podgórze (als Teil des Bezirks Łańcut) im Kronland Galizien und Lodomerien

Der Bezirk Podgórze (ab 1915 Landbezirk) war ein politischer Bezirk im Kronland Galizien und Lodomerien. Sein Gebiet umfasste Teile Westgaliziens im heutigen Polen, Sitz der Bezirkshauptmannschaft war die Stadt Podgórze. Nach dem Ersten Weltkrieg musste Österreich den gesamten Bezirk an Polen abtreten, hier sind große Teile heute im Powiat Krakowski beziehungsweise der Stadt Krakau zu finden.
Er grenzte im Norden an den Bezirk Krakau, im Osten und Süden an den Bezirk Wieliczka, im Südosten an den Bezirk Myślenice sowie im Westen an den Bezirk Wadowice.

## Geschichte
Ein Vorläufer des späteren Bezirks (Verwaltungs- und Justizbehörde zugleich) wurde zum Ende des Jahres 1850 geschaffen, die Bezirkshauptmannschaft Podgórze war dem Regierungsgebiet Krakau unterstellt und umfasste folgende Gerichtsbezirke:
- Gerichtsbezirk Podgórze oder Krakau, Section III.
- Gerichtsbezirk Wieliczka
- Gerichtsbezirk Niepołomice
- Gerichtsbezirk Skawina

Nach der Kundmachung im Jahre 1854 kam es am 29. September 1855 zur Einrichtung des Bezirksamtes Podgórze (weiterhin für Verwaltung und Gerichtsbarkeit zuständig) innerhalb des Kreises Krakau.
Das Bezirksamt wurde dann am 28. Februar 1867 aufgelöst und das Bezirksgebiet in den Bezirk Wieliczka eingegliedert.
Der Bezirk wurde am 15. September 1896 durch das Ausscheiden der Gerichtsbezirke Podgórze und Skawina aus dem Bezirk Wieliczka geschaffen.
Der Bezirk Podgórze bestand bei der Volkszählung 1910 aus 53 Gemeinden sowie 49 Gutsgebieten und umfasste eine Fläche von 234 km². Hatte die Bevölkerung 1900 noch 54.142 Menschen umfasst, so lebten hier 1910 64.383 Menschen. Auf dem Gebiet lebten dabei mehrheitlich Menschen mit polnischer Umgangssprache (95 %) und römisch-katholischem Glauben, Juden machten rund 11 % der Bevölkerung aus.

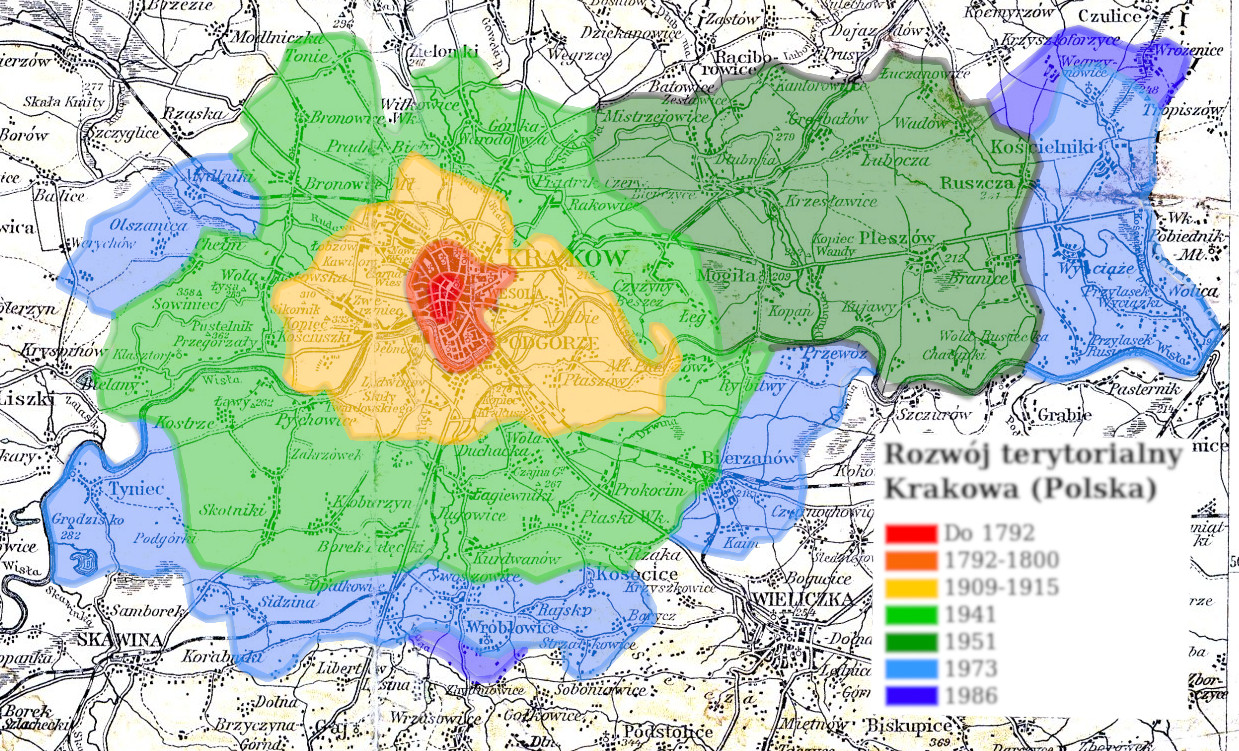
Eingemeindungen nach Krakau 1909-1915

In den Jahren 1910 bis 1915 wurden nach dem Bebauungsplan der Stadt Krakau des Stadtpräsidenten Juliusz Leo zahlreiche Gemeinden nach Krakau eingemeindet.

## Ortschaften
Auf dem Gebiet des Bezirks bestanden 1910 Bezirksgerichte in Podgórze und Skawina, diesen waren folgende Orte zugeordnet:
Gerichtsbezirk Podgórze:
- Bodzów
- Dębniki (bis 1910, danach zu Krakau[11])
- Gołkowice
- Kosocice
- Kurdwanów
- Łagiewniki
- Ludwinów (bis 1911, danach zu Krakau[12])
- Olszowice
- Piaski Wielkie
- Płaszów (bis 1911, danach zu Krakau[13])
- Stadt Podgórze (bis 1914, danach zu Krakau[14])
- Prokocim
- Pychowice
- Rajsko
- Soboniowice
- Świątniki Górne
- Wola Duchacka
- Wróblowice
- Wrząsowice
- Zakrzówek (bis 1910, danach zu Krakau)
- Zbydniowice

Gerichtsbezirk Skawina:
- Borek Fałęcki
- Borek Szlachecki
- Brzyczyna Dolna
- Buków
- Chorowice
- Facimiech
- Gaj
- Gołuchowice
- Jugowice
- Jurczyce
- Kobierzyn
- Konary
- Kopanka
- Korabniki
- Kostrze
- Krzęcin
- Kulerzów
- Libertów
- Łusina
- Mogilany
- Ochodza
- Opatkowice
- Polanka Haller
- Pozowice
- Radziszów
- Rzozów
- Samborek
- Siarczana Góra
- Sidzina
- Stadt Skawina
- Skotniki
- Swoszowice
- Tyniec
- Włosań
- Zelczyna